# Аннібале Падовано
Аннібале Падовано (італ. Annibale Padovano) (також Padoano, Patavino, Patavinus) (1527, Падуя — 15 березня 1575, Грац) — італійський композитор пізнього Відродження, представник Венеціанської школи, органіст, один з перших творців органної токати та ричеркару.

## Біографія
Аннібале Падовано народився у місті Падуя, від якого походить його прізвисько (Падуя італ. Padova, padovano, укр. падуанець). Прізвище його невідоме, оскільки він був простого походження, а в ті часи існував звичай незнатних музикантів звати за топонімами. Опановував органне мистецтво певно під керівництвом Бертольдо Сперіндіо, соборного органіста.
В одній з перших звісток про нього, що дістались наших часів, йдеться, що 30 листопада 1552 року його було призначено першим органістом Собору Сан Марко у Венеції. У реєстраційних книгах Прокураторів записано, що Аннібале був єдиним претендентом на конкурсі, і в результаті іспита та сприятливої інформації капельмейстера Адріана Вілларта та усіх канторів «був обраний грати на тому великому органі з жалуванням у 40 дукатів на рік». Його колегою на другому органі був Джіроламо Парабоско.
Захворівши на початку 1553 року, Падовано отримав допомогу від Прокураторів, які 12 травня подвоїли йому жалування, не враховуючи різдвяної та пасхальної винагород. Але трьома роками пізніше, 8 травня 1556 року, ті самі Прокуратори наклали на нього стягнення «очикуваний непослух» (італ. «attesa la inobedienza») з нагоди візиту до базиліки польської королеви Бони Сфорца.
2 липня 1557 року він був суддею на конкурсі, коли на другий орган було призначено Клаудіо Меруло, і 3 лютого1563 року, разом з Меруло, ще отримав підвищення жалування.
У ці роки він вже став відомим артистом та активним композитором (у 1556 році опублікував у Венеції, в типографії Ґардано, Першу книгу ричеркарів на чотири голоси, а у 1564 році — Першу книгу Мадригалів на п'ять голосів); був маестро Клаудіо Меруло та Джозеффо Ґвамі.
Падовано часто залишав своє місце органіста, занедбаваючи інструмент. Через це 2 листопада 1564 року постановою Сенату йому було заборонено покидати місце роботи без прямого дозволу, у разі порушення — штраф.
У 1565 році він несподівано залишив Венецію і переїхав до австрійського міста Грац, де, 1 липня того ж року, обійняв посаду органіста з жалуванням у 25 флоринів в місяць) при дворі ерцгерцога Австрії Карла II, на якій залишався до 1570 року, коли пішов на спочинок.
При дворі у Граці він з'явився як один з найвизначніших композиторів венеціанської школи і обіймав там посади спочатку «obrister musicus» (1567), а ближче до 1570 року — капельмейстера.
Помер у Граці 15 березня 1575 року.

## Музика та впливи
Останні дослідження повертають Аннібале Падовано значущість композитора і взагалі музиканта першого ряду. Вже Вінченцо Ґалілеї, перекладаючи для лютні деякі його композиції, сказав у своєму Fronimo «ніколи не досить хвалити» («mai abbastanza lodato»), а П'єтро Делла Валле правив Ґвідіччоні похвали Падовано як найдосвідченнішому органістові.
Хоча він опублікував одну книгу мотетів, книгу мес та дві книги мадригалів, в історії він лишився головним чином завдяки своїй інструментальній музиці.
Падовано був одним з перших помітних творців ричеркарів, попередників фуги; багато використовуваних ним тем походять з cantus planus, але він суттєво орнаментує мелодичну лінію. На додаток він часто трансформує тему задля розвитку мотиву на несподівано «модерновий» кшталт, випереджуючи прийоми наступної доби.
Певно найвідомішими його композиціями є токати, що були мабуть найдавнішими зразками токати у сучасному розумінні цієї форми як імпровізаційної, надзвичайно орнаментованої п'єси. Як правило він вводить імітаційні вставки між імпровізаційними відділами, а також зміну метру з подвійного на потрійний, передуючи пізнішій музиці венеціанської школи.
З його токат та ричеркарів, що дісталися теперішнього часу, можна бачити, що вже у Андреа Ґабріелі і особливо у Клаудіо Меруло отримують розвиток тенденції органічності форми та експресивного характеру твору, що їх культивував Падовано; а найбільшого ефекту вони досягли у творчості Джіроламо Фрескобальді.
Під час перебування у Баварії Аннібале Падовано написав величезну месу для 24 голосів (три хори, 8 голосів для кожного), у якій поєднуються прийоми франко-фламандської та венеціанської шкіл, даючи початок ефектові, що тепер називається стереофонічним. Ймовірно вона була виконана під час церемонії одруження герцога Вільгельма з Ренатою Лотаринзькою.
Друковані твори композитора, а також манускрипти зберігаються у головних бібліотеках Європи, особливо в Німеччині.

## Записи
- Меса на 24 голоси (Mass for 24 voices) Huelgas ensemble Paul Van Nevel, Harmonia Mundi 2001

## Зовнішні посилання
- Аннібале Падовано, Токата - Youtube - NMETV Latest[недоступне посилання з вересня 2019]
- Аннібале Падовано: Меса на 24, Версія II - Credo - YouTube [Архівовано 9 травня 2019 у Wayback Machine.]
- Annibale Padovano: Партитури на сайті Werner Icking Music Archive (WIMA)
- Вільні ноти авторства Аннібале Падовано на сайті International Music Score Library Project (IMSLP)